# Brown contro l'ufficio scolastico di Topeka

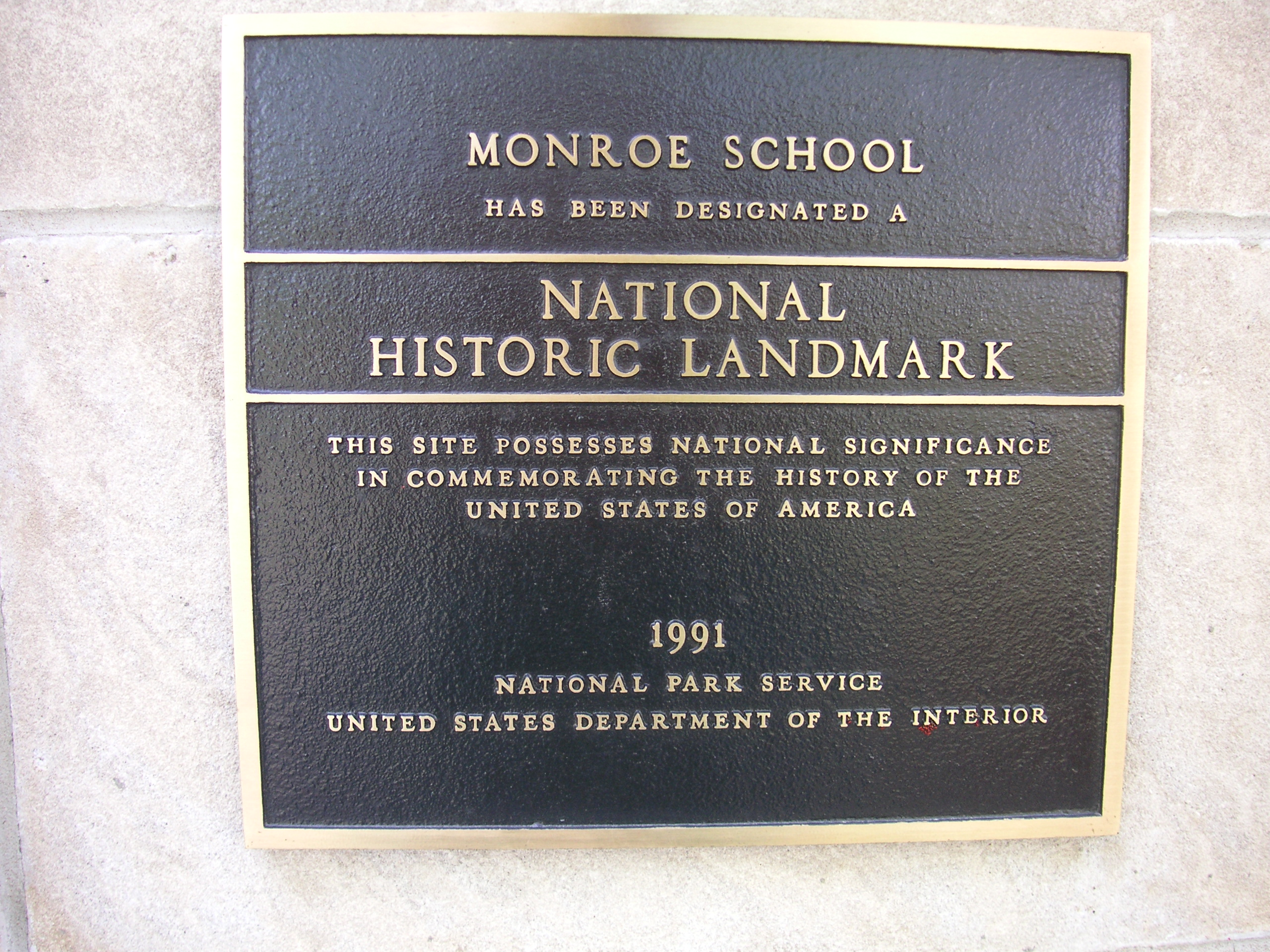
Placca che designa la scuola Monroe, dove si originò il caso, come monumento nazionale in memoria del caso Brown.

Brown contro l'ufficio scolastico di Topeka (noto anche come Brown contro l'ufficio scolastico) è una sentenza della Corte suprema degli Stati Uniti d'America, pubblicata il 17 maggio 1954 (sentenza 347 U.S. 483). La sentenza ha dichiarato incostituzionale la segregazione razziale nelle scuole pubbliche. Una sentenza complementare sullo stesso caso fu pubblicata il 31 maggio 1955 (349 U.S. 294): le due sentenze sono, per questo motivo, anche citate come Brown I e Brown II. Questa sentenza è senza dubbio la più importante delle decisioni della corte Warren. Da un punto di vista tecnico la sentenza Brown è applicabile solamente al sistema di educazione pubblica degli Stati; tuttavia la sentenza Bolling contro Sharpe 349 U.S. 497 (1954), meno conosciuta e pubblicata lo stesso giorno della precedente, estende l'obbligo anche al governo federale.

## Situazione precedente
Alla fine della Guerra civile americana cominciò il periodo della Ricostruzione: l'esercito occupò gli Stati del sud e impose l'emancipazione degli afroamericani. Furono adottati, nel frattempo, tre emendamenti alla Costituzione:
- il XIII emendamento (ratificato nel 1865) proibì la schiavitù (ma i lavori forzati rimasero legali come sanzione penale)
- il XIV emendamento (1868) che, nella prima sezione, concede la cittadinanza a tutte le persone nate sul territorio degli Stati Uniti, proibisce agli Stati di privare della vita, o delle proprietà, una persona se non in seguito a una decisione legale (due process) e gli impose di concedere a tutti la medesima protezione legale (equal protection). I tribunali diedero, nel corso del XX secolo un'interpretazione di questo diritto molto estesa. La sentenza Brown contro l'ufficio scolastico di Topeka si appoggia proprio sulla clausola dell'equal protection. Il due process è una previsione meglio definita e presenta due aspetti. Il primo di questi è formale (procedural due process) e impone delle garanzie di procedura in tutte le procedure che possano portare alla privazione della proprietà o della libertà; questa previsione vincola non solo potere esecutivo, che si deve rifare a una base legale per esercitare questi poteri, ma anche il potere legislativo che, nel momento in cui delibera, deve fare in modo che le persone toccate dalla procedure dispongano di mezzi di ricorso sufficienti, compreso, nei casi più importanti, il ricorso al contraddittorio. Il secondo aspetto è detto materiale (substantial due process) e fu progressivamente valorizzato dai tribunali. Questo secondo aspetto dona delle garanzie positive permettendo di rivolgersi al tribunale per far censurare delle limitazioni manifestamente irragionevoli, o sproporzionate in rapporto agli obiettivi perseguiti (la percezione di cosa fosse o meno manifestamente irragionevole o sproporzionato è variata a seconda del periodo storico). Il due process era già stato inserito nella Costituzione con il V emendamento, che era però riferito al solo governo federale. Il XIV emendamento estese la pratica ai governi degli Stati. Fu tuttavia la versione federale di quest'ultimo ad essere usata come base nella sentenza Bolling
- il XV emendamento (1870) accorda il diritto di voto agli afroamericani. Più precisamente, seguendo la formulazione negativa tipica della Costituzione, l'emendamento dichiara che il diritto di voto non può essere limitato in ragione «della razza, del colore, o di una condizione precedente di schiavitù ».

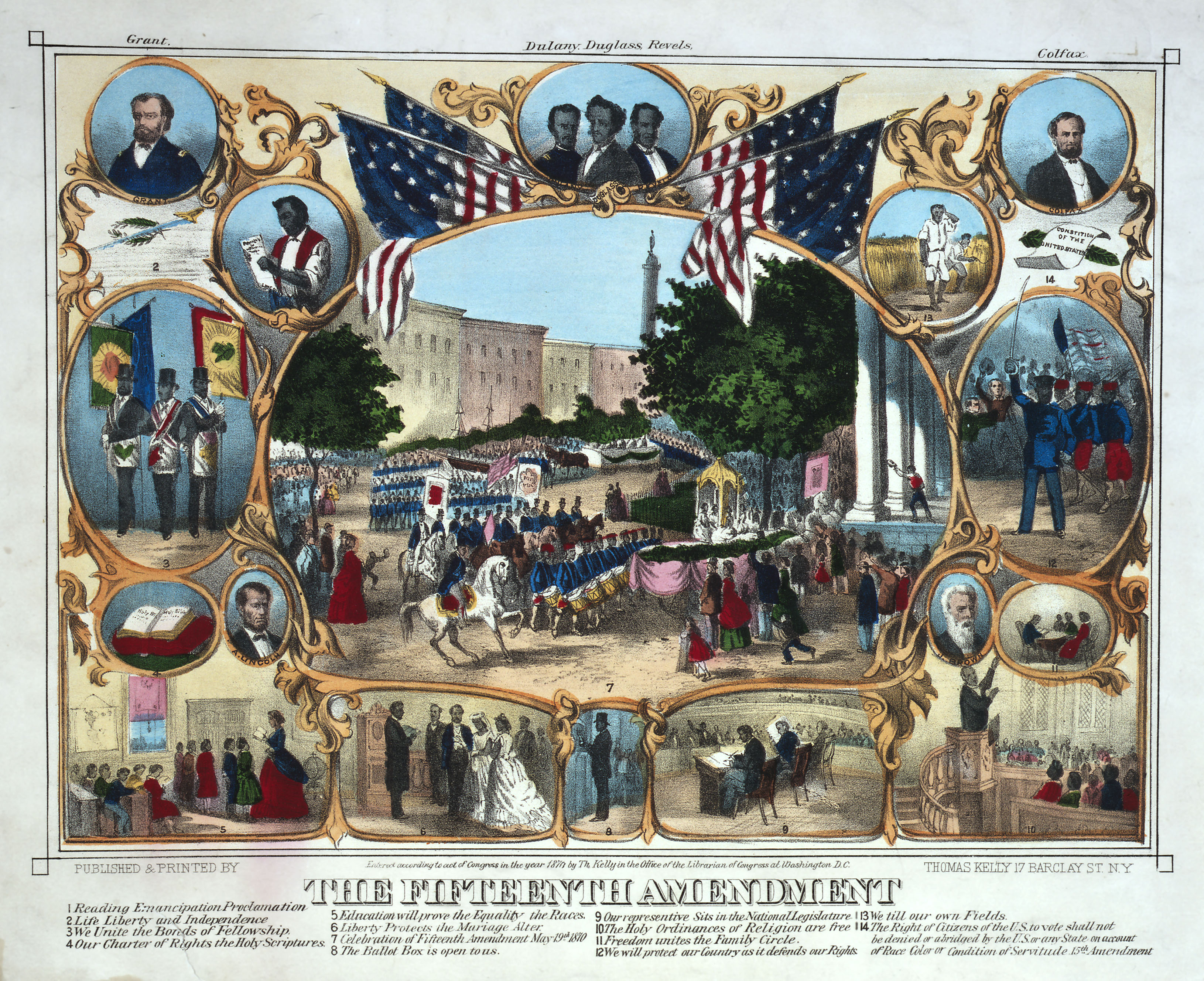
Stampa che celebra l'approvazione del XV emendamento

Nel 1875, il Congresso adotta una legge sui diritti civili (il Civil Rights Act). Si trattava di un testo molto breve che proibiva la segregazione in numerosi ambiti. Dopo qualche anno la giurisprudenza della Corte suprema evolve nella medesima direzione. Tuttavia il Civil Rights Act non cita l'ambito scolastico, o dell'istruzione in generale. Nel 1877, l'elezione presidenziale si profilava incerta e i partiti politici negoziarono il nome del futuro presidente: fra gli elementi dell'accordo negoziato a questo scopo ci fu la fine della Reconstruction. Nel 1883, la Corte Suprema dichiarò incostituzionale il Civil Rights Act del 1875.
Nel 1896, con la sentenza Plessy contro Ferguson, la Corte Suprema conferma una legge dello Stato della Louisiana che imponeva la segregazione nelle ferrovie. La dottrina seguita dalla corte è generalmente riassunta dall'espressione separate but equal (separati ma uguali): finché le due razze si vedono offrire condizioni di trattamento uguali la segregazione rimane costituzionale e il Congresso non la può proibire agli Stati; la sentenza diede, in questo senso, un'interpretazione restrittiva del XIV emendamento. Fra l'altro la decisione cita esplicitamente l'educazione come uno degli esempi di segregazione più largamente accettati «compreso negli Stati dove i diritti della razza di colore sono stati accettati da maggior tempo e più scrupolosamente rispettati». Solo il giudice Harlan si pronuncia contro questa interpretazione con un'opinione dissenziente che è rimasta celebre. Nonostante la sentenza Plessy confermi la stretta uguaglianza per quanto riguarda i diritti politici, i neri del sud furono praticamente esclusi dal voto tramite astuzie legali, dalla scarsa attenzione delle autorità o con intimidazioni e violenze.
Dopo la Guerra di Secessione furono tante le persone di colore che emigrarono verso il Nord industrializzato, dove in epoche precedenti erano poco presenti. La segregazione si sviluppò nell'insieme del paese, pur con gradi diversi. Molto spesso la parità di condizioni richiesta dalla sentenza fu molto relativa.
Dopo la prima guerra mondiale, senza ritornare sulla sentenza Plessy, l'interpretazione della Corte si fece più stretta: la segregazione non fu ritenuta accettabile a meno che le condizioni offerte ad entrambi i gruppi razziali fossero uguali e la corte divenne molto più esigente su quest'ultimo punto. Impose, infatti, ad esempio, l'ammissione di uno studente di colore in un'università bianca (sentenza Missouri ex rel. Gaines v. Canada nel 1938), respingendo la proposta del Missouri di finanziare gli studi del ricorrente in uno Stato vicino.
Alla fine della seconda guerra mondiale, la questione della segregazione divenne pressante: la guerra era stata infatti vinta contro un regime criminale fondato sul razzismo, il movimento di decolonizzazione ottenne la simpatia del paese, e inoltre una classe media nera aveva cominciato a svilupparsi. La segregazione veniva sempre più percepita come un'anomalia, nonostante raccogliesse ancora numerosi difensori, e non solamente nel profondo Sud. Nel 1948 terminò la segregazione nelle forze armate. Nel 1950 la Corte Suprema emette due sentenze sulla segregazione nelle università: McLaurin v. Oklahoma State Board of Regents cancella le condizioni imposte a uno studente nero per l'ammissione ad un'università in precedenza bianca: sedersi in spazi separati in classe, al bar e in biblioteca; Sweatt contro Painter impose l'ammissione di uno studente nero in un'università bianca dato che la nuova università del Texas, riservata ai neri non aveva, fra le altre cose, lo stesso prestigio dell'università bianca.

## I fatti

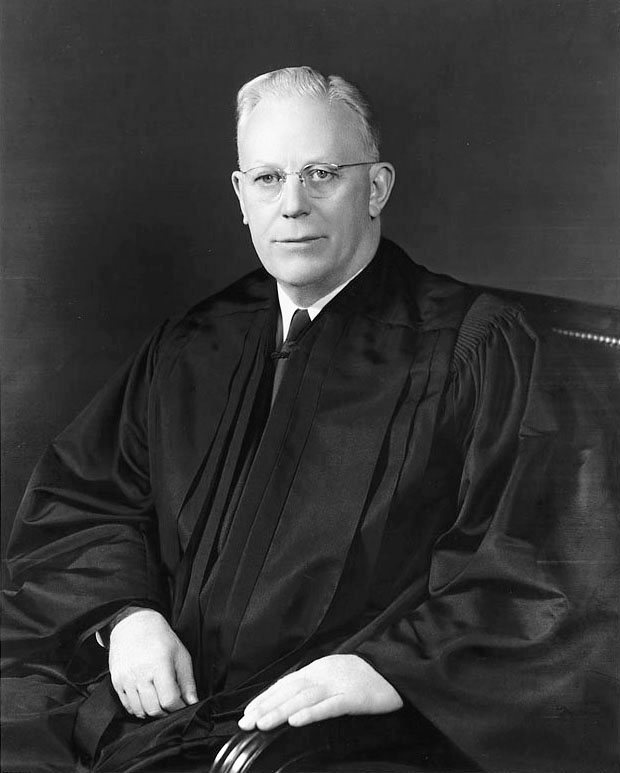
Earl Warren, Presidente della Corte Suprema all'epoca della sentenza Brown, di cui curò l'estensione

Nel 1951, Linda Brown era un'alunna nera residente a Topeka nel Kansas che si vide rifiutare l'iscrizione in una scuola bianca in prossimità del suo domicilio e si dovette iscrivere a una scuola nera distante più di un chilometro. La legge del Kansas autorizzava, senza creare nessun obbligo, le città di più di 15 000 abitanti a creare scuole separate. A Topeka, solo per le scuole elementari, fu applicata questa disposizione. Il padre di Linda Brown contesta il rifiuto in tribunale. Si trattò di un'azione collettiva (class action): numerosi ricorsi riferiti agli stessi fatti raggruppati in un'unica causa, e il nome Brown era semplicemente il primo in ordine alfabetico.
Il ricorso era sostenuto, e nei fatti organizzato, dall'NAACP (National Association for the Advancement of Colored People: associazione nazionale per il progresso della gente di colore, che era all'epoca la principale organizzazione per la difesa dei diritti civili). Thurgood Marshall, il principale avvocato della NAACP, e che fu, nel 1967, il primo giudice nero nominato alla Corte suprema, sostenne il caso. Altri ricorsi furono depositati in altri Stati (Carolina del Sud, Delaware e Virginia) che furono riuniti a Brown, una volta giunti all'attenzione della Corte, e uno nel distretto di Washington che diede luogo alla sentenza distinta Bolling contro Sharpe. I ricorrenti fondarono le proprie argomentazioni in parte anche sulla psicologia, citando l'impatto sugli allievi della segregazione, percepita come una dichiarazione di inferiorità e, in ciascuno dei processi, fecero testimoniare numerosi esperti.
La corte federale che giudicò in primo grado riconobbe che la segregazione si faceva a danno degli alunni neri ma si appellò alla giurisprudenza di Plessy contro Ferguson, constatando che le due scuole erano materialmente (substantially) uguali in termini di edifici, servizi e qualità di insegnamento. In Virginia e nella Carolina del Sud, le corti di primo grado, giudicando sugli altri ricorsi, avevano constatato la disparità delle condizioni di insegnamento e ordinato di porre rimedio alla cosa immediatamente, ma rifiutarono l'ammissione dei ricorrenti nelle scuole bianche. In Carolina (caso Briggs contro Elliott), la corte era composta da tre giudici e uno di questi, Warding, scrisse un'opinione dissenziente, rispetto a quella sostenuta dai colleghi, che era molto dura nei toni («se questa è la giustizia fornita da questa corte, io non vi voglio avere alcuna parte»); il giudice si indignò perché si era lasciato che le autorità uscissero dal caso riconoscendo che sarebbe stato necessario, quando i fondi fossero stati disponibili, «cambiare qualche lampadina, lavagna e rimettere i sanitari in buono stato» e che per questo motivo, si rifiutasse ai ricorrenti l'esame del rispetto dei loro diritti costituzionali.
L'opinione di Warding descrive la soluzione "separati ma uguali" come «una falsa dottrina, buona per gli ingenui». Nel Delaware, la corte suprema dello Stato, aveva ordinato l'ammissione immediata dei ricorrenti nelle scuole bianche, tuttavia aveva lasciato aperta la possibilità di riesaminare l'affare dopo che le condizioni fra scuole bianche e nere fossero state pareggiate. La corte suprema accettò di riesaminare tutti i casi in appello. Il governo federale, sotto la presidenza Truman, intervenne con un amicus curiae, ovvero come parte interessata al risultato del processo, ovvero alla giurisprudenza che ne sarebbe scaturita. Il governo si espresse con forza contro la costituzionalità della segregazione, sostenendo fra l'altro che la pratica nuocesse all'immagine degli Stati Uniti nel mondo e alla loro politica estera. Nel 1952 i giudici sono divisi: quattro pensano che la segregazione sia illegale, due, fra cui il presidente Fred Vinson vogliono confermare la giurisprudenza Plessy e gli altri tre sono indecisi: per questo motivo rinviano la decisione all'anno seguente.
Eisenhower succedette, nel frattempo, a Truman, senza che il Dipartimento della giustizia cambiasse la sua posizione sul caso. Nel corso dell'udienza del 1953, la corte domandò alle parti di presentare, per la sessione del 1954, degli argomenti sulla circostanze dell'adozione del XIV emendamento, al fine di determinare quali fossero le intenzioni dei legislatori: dato che queste costituiscono negli Stati Uniti il criterio principale che guida i giudici nell'interpretazione della legge. Nel frattempo Fred Vinson morì ed Eisenhower nominò Earl Warren come sostituto, indicando il suo desiderio di cancellare la segregazione portando a cinque il numero dei contrari alla pratica, per ottenere così la maggioranza della Corte. Il nuovo presidente dimostrò immediatamente la sua influenza sulla corte riuscendo ad allineare alle sue posizioni tutti i suoi colleghi.

## La sentenza del 1954
La decisione fu adottata all'unanimità dai nuovi giudici, dichiarò incostituzionale la segregazione nella scuola e ordinò che vi si mettesse fine: «La dottrina separate but equal adottata nella Plessy contro Ferguson non si applica nel dominio dell'istruzione». L'opinione della Corte fu scritta da Warren: il giudice argomenta la decisione muovendo dal contesto storico che portò all'adozione del XIV emendamento che, secondo la sentenza, non permettevano di troncare la pratica, essendo le opinioni dei legislatori molto diverse sulla questione e ricorda che la Corte aveva già interpretato la previsione di uguale protezione in senso stretto e proibito qualsiasi forma di discriminazione, ancora prima di arrivare alla dottrina "separati ma uguali".
L'opinione constata che l'educazione pubblica era quasi inesistente nel 1896 e nel frattempo era diventata «forse la più importante delle funzioni dello Stato». Vista l'importanza che ha per l'avvenire dei bambini è chiaro che «se lo Stato ha scelto di offrirla, deve aprirla a tutti in condizioni di parità», richiamando ciò l'equal protection. Resta quindi da determinare se questa uguaglianza è compatibile con la segregazione. Warren ricorda alcune sentenze precedenti (citate sopra) e afferma che ciò che valeva per l'università vale a maggior ragione per gli studenti più giovani e più vulnerabili. La sentenza riprende le parole della sentenza della corte distrettuale che aveva trattato il caso in primo grado: «la politica di separazione delle razze è generalmente interpretata come denotante una presunta inferiorità dei Neri. Questa sensazione d'inferiorità colpisce la motivazione dei bambini ad apprendere. [La segregazione] priva [i Neri] dei vantaggi che otterrebbero da un sistema scolare razzialmente integrato».
Infine dichiara: «Quali potessero essere le conoscenze in materia di psicologia all'epoca di Plessy contro Ferguson, le conoscenze moderne confermano largamente [che la segregazione implica un percezione di inferiorità].
Tutte le argomentazioni contrarie in Plessy contro Ferguson sono respinte» (in Plessy contro Ferguson, la corte aveva al contrario dichiarato che se la segregazione implica un'inferiorità, questo è «unicamente perché la razza colorata sceglie di percepirla così»). Infine la decisione: «sistemi d'istruzione separati sono per essenza ineguali. [I ricorrenti], in ragione della segregazione qui contestata, sono stati privati dell'uguale protezione della legge».
Riconoscendo le difficoltà pratiche dell'abolizione della segregazione la corte chiede alle parti in causa, e alle altre parti interessate (il governo federale e i 17 Stati che praticavano la segregazione nell'insegnamento) di presentare alla sessione del 1955 le loro conclusioni sui mezzi migliori per farlo. La giurisprudenza di Plessy contro Ferguson non è esplicitamente rivista: non si contesta che la segregazione sia legale quando le possibilità offerte alle due razze siano uguali; tuttavia questa viene svuotata della sua sostanza, poiché, almeno nel dominio dell'istruzione, secondo questa sentenza, sistemi separati non possono essere uguali.

## La sentenza del 1955

Segregazione scolastica negli Stati Uniti prima di Brown vs. Board of Education (in rosso gli Stati in cui era in atto, in giallo gli Stati che non avevano una legislazione specifica, in azzurro in cui era limitata o a discrezione delle scuole, in verde dove era proibita)

La Corte aveva già trattato la questione di costituzionalità nel 1954; nella sua seconda sentenza regolò l'applicazione della decisione precedente. Nel frattempo il governo, in una nuova memoria, si spese per sostenere il pragmatismo e la moderazione nella decisione: eccezionalmente, il presidente Eisenhower aveva redatto lui stesso una parte della domanda. Nella sentenza la corte decise di cassare i giudizi delle corti inferiori incaricando le autorità locali responsabili dell'educazione del processo di desegregazione e diede ai tribunali federali il compito di sorvegliare l'applicazione della sentenza.
La corte riconobbe probabili difficoltà di applicazione, accettando eventuali ritardi e scegliendo, allo scopo, quali di questi si sarebbero potuti considerare accettabili, l'espressione with all deliberate speed. Questa locuzione ambigua e per certi versi contraddittoria, è difficilmente traducibile, "speed" significa velocità, "deliberate" significa fatto volontariamente ma ha anche il significato di fatto senza fretta e con perizia. Nel complesso la frase può essere resa in italiano con la locuzione «spicciarsi con calma».
Quindi la sentenza lasciava molto tempo; la NAACP aveva sostenuto l'utilizzo del termine forthwith, cioè «immediatamente». Tuttavia le autorità dovevano dimostrare che i ritardi erano necessari e che erano dovuti ai tentativi, fatti in buona fede, di mettere in opera la decisione il prima possibile. La Corte esigette comunque l'inizio in modo rapido e credibile (a prompt and reasonable start) delle misure di transizione.

## Bolling contro Sharpe
La sentenza Bolling contro Sharpe, oscurata dalla Brown, riguarda un caso trattato dalla Corte nello stesso gruppo della prima che portava argomentazioni similari. L'unica differenza è che il caso proveniva da Washington, la capitale federale, in cui l'educazione così come gli altri servizi dipendevano direttamente dal governo federale. La Corte emise una sentenza distinta per Bolling mentre gli altri casi furono riuniti a Brown, dato che il XIV emendamento si applicava agli Stati, e non al governo federale, e non era quindi possibile ricondurlo alla clausola dell'equal protection rendendo quindi inapplicabile il ragionamento di Brown a questa vicenda. Tuttavia il V emendamento imponeva la clausola del due process al governo federale, così come il XIV lo imponeva agli Stati.
Nella Brown I, Warren, dopo aver deciso sulla base dell'equal protection, aggiunge «non è dunque necessario decidere se la segregazione violi anche il due process » (le corti dei paesi basati con un sistema giuridico basato sulla common law, in cui i precedenti sono obbligatori devono prestare attenzione a non pronunciarsi su questioni a cui rispondere non è necessario per la soluzione del caso da decidere).
In Bolling, si spiega che la l'equal protection è una imposizione più precisa di quella del due process, e che queste non sono interscambiabili. Tuttavia «la segregazione non risponde ad alcun obiettivo governativo legittimo, e dunque, impone ai bambini neri di Washington una restrizione che costituisce una privazione arbitraria della libertà in violazione della clausola del due process ». Infine: «vista la nostra decisione di proibire agli Stati di conservare la segregazione nel loro sistema educativo, sarebbe impensabile che la Costituzione domandasse meno al governo federale. ».

## Una decisione politica

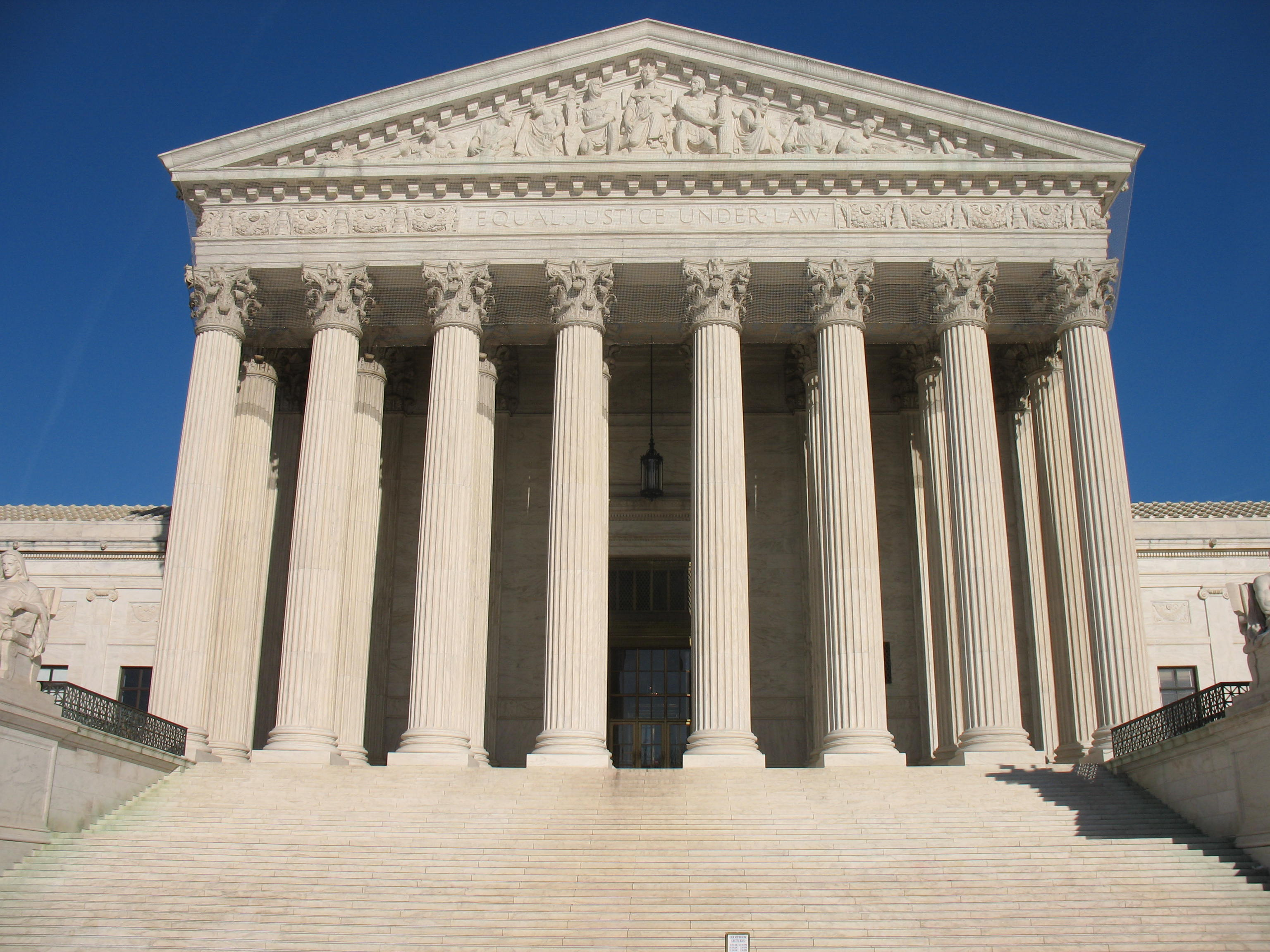
Il palazzo della Corte Suprema degli Stati Uniti

Le due sentenze sono inusuali nella loro forma. Quella del 1954, la più importante, si distingue dalla prassi per la sua estrema concisione, anche se si tratta di una decisione di un'importanza estrema. Più inusuale ancora la scarsezza di riferimenti tanto alla costituzione, quanto a dei precedenti: se Warren sottolinea che Plessy è una interpretazione tardiva del XIV emendamento e ricorda che la giurisprudenza recente della corte va nel senso della decisione presa in Brown e che la corte non aveva mai formalmente deciso dell'applicabilità della dottrina separate but equal nell'ambito dell'insegnamento, si guarda dal rimettere in discussione formalmente Plessy.
La decisione si fonda, senza dettagliarlo, su un argomento di psicologia, che potrebbe sembrare essere più tipico per le argomentazioni di un legislatore che di quelle di un giudice. Per questo motivo presta il fianco ad essere criticata come una decisione non ben fondata e basata più sulle preferenze politiche dei giudici che su un'analisi giuridica. Non che le argomentazioni giuridiche mancassero necessariamente: apparivano già nell'opinione dissenziente in Plessy del giudice Harlan, e in quella di Warding in Carolina del Sud e furono successivamente ampiamente sviluppate dalla Corte in seguito. Ma la corte scelse, in questo caso, di limitare strettamente la sua decisione all'ambito scolastico.
Inoltre, la stessa decise, contro ogni precedente, di non ordinare un rimedio immediato ma progressivo alla violazione dei diritti costituzionali, in una concessione alle necessità pratiche, ma anche all'opinione pubblica: nessuno, dopo la pubblicazione della decisione, doveva sbagliarsi sull'intenzione della corte di mettere fine alla segregazione. Redigendo una decisione corta, che la stampa avrebbe potuto riprendere integralmente, e eliminando tutta la complessità giuridica dal testo, la Corte gli dona, almeno secondo quanto dichiarato dallo stesso Warren in seguito, la più grande eco possibile. Ma questa decisione parziale, senza che un principio costituzionale fosse chiaramente enunciato, tradusse anche la presa in considerazione dei limiti politici del potere della Corte.

## Il seguito

### Le prime reazioni
Quando fu annunciata, la decisione fu salutata dai grandi giornali della costa orientale, come il New York Times o il Washington Post. L'accoglienza nel paese fu in generale favorevole, la decisione fu accolta positivamente anche negli Stati che praticavano una segregazione limitata, come il Kansas. Nel Sud, al contrario, la decisione provocò la collera della popolazione. Un editoriale del Daily News di Jackson, nel Mississippi è rimasto celebre: « Potrebbe ben essere che il sangue scorra in molti posti nel Sud a causa di questa decisione, ma saranno gli scalini di marmo bianco dell'edificio della Corte suprema che saranno sporcati da questo sangue. Mettere bambini neri e bianchi nelle stesse scuole porterà al meticciato, il meticciato porterà ai matrimoni misti, e i matrimoni misti porteranno all'imbastardimento della razza umana ».
Alcuni governatori si ingegnarono per opporsi alla decisione con tutti i mezzi legali. In certi stati le legislature ripresero termini di antiche dispute, parlando di "interposizione" o di "nullificazione", termini usati nei primi decenni del XIX secolo quando gli Stati sostenevano di disporre del potere di invalidare la legislazione federale. Si arrivò ad invocare la destituzione dei giudici, e la soppressione della Corte stessa. Nel 1956 alcuni rappresentanti e alcuni Senatori del Sud firmarono il manifesto del Sud (The Southern Manifesto) condannando la decisione della Corte, come « arbitraria ». Questa posizione fu chiaramente minoritaria nel Congresso, non essendo sostenuta nemmeno da tutti i parlamentari del Sud, e riuscì spesso a rallentare i lavori legislativi su proposte tendenti alla desegregazione, ma non a impedirli a lungo.

### L'inizio dell'applicazione
L'applicazione della sentenza Brown cominciò lentamente, come aveva prescritto la sentenza del 1955. I giudici federali che si trovavano nel Sud fecero applicare effettivamente la decisione, cosa che non appariva scontata all'epoca, e le autorità locali dovettero presentare loro dei piani di desegregazione. Molto spesso questi piani rinviavano la fine della desegregazione a una data lontana. Perfino l'"inizio rapido e credibile" richiesto dalla corte creava problemi. Nel 1957 quando nove alunni neri si sarebbero dovuti iscrivere al Liceo centrale di Little Rock in Arkansas, scoppiarono rivolte, incoraggiate dal governatore dello Stato Orval Faubus. Il presidente Eisenhower dovette inviare in città mille uomini della prestigiosa 101ª divisione aviotrasportata e imporre il passaggio della guardia nazionale dell'Arkansas sotto controllo federale.

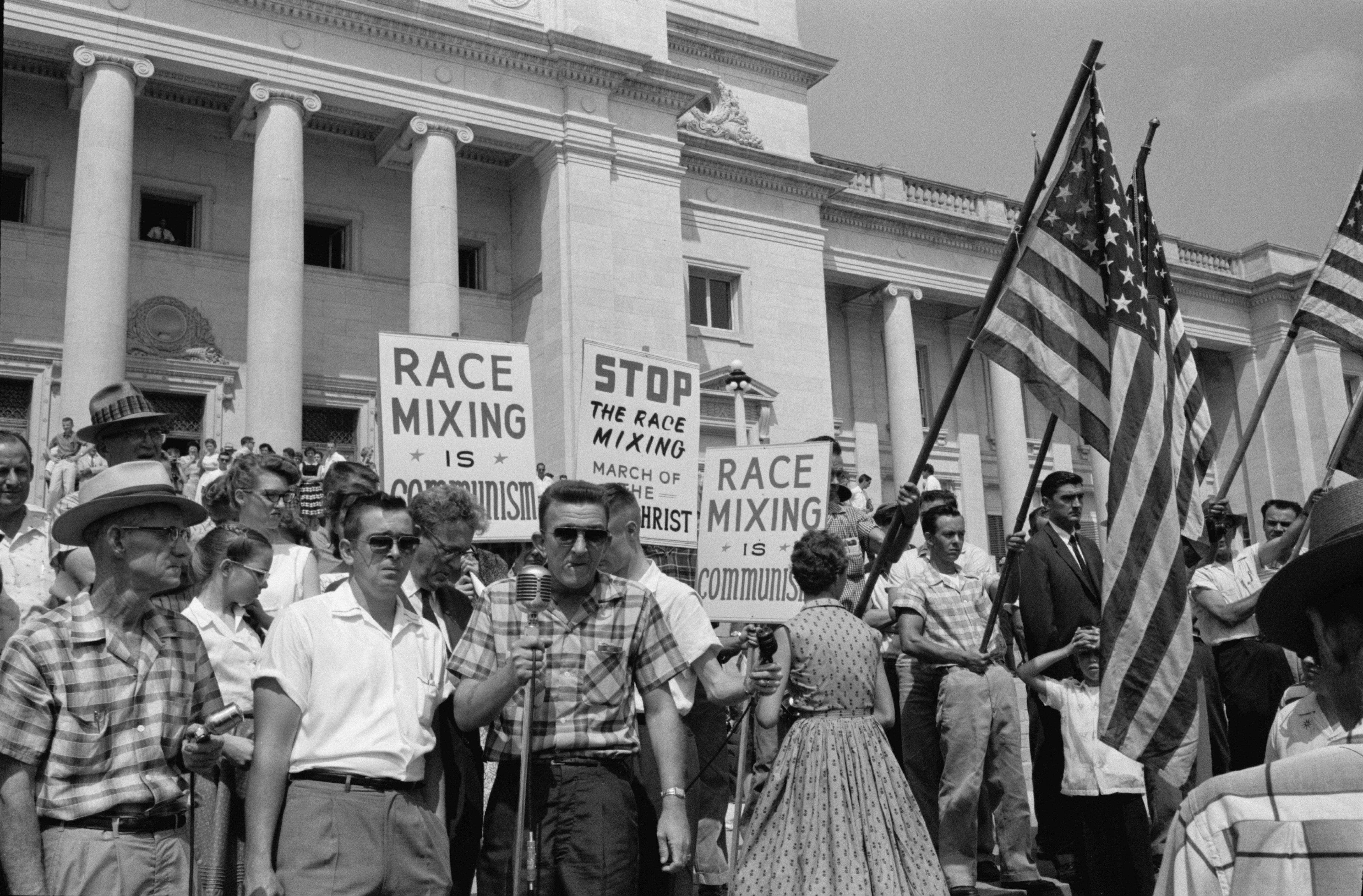
Un momento delle dimostrazioni a Little Rock

Costantemente tormentati, a volte violentemente, i nove alunni (« i 9 di Little Rock ») si videro assegnare ciascuno un soldato della 101ª come guardia del corpo. Il governatore scelse, ad un certo punto, di chiudere le scuole piuttosto che accettare che queste fossero multi razziali ma i tribunali federali ordinarono la riapertura, confermata dalla Corte suprema. Avvenimenti simili avvennero ancora, fino alla fine degli anni sessanta: le autorità locali modificarono la loro legislazione, ma non il proprio spirito, cosa che produsse procedure dilatorie davanti ai giudici e alle volte portò al precipitare delle crisi con la chiusura delle scuole. Brown diceva in effetti che se uno Stato stabiliva un sistema di istruzione pubblica, doveva farlo senza imporre discriminazioni, ma non diceva che un tale sistema dovesse in effetti esistere. Gli stati sovvenzionarono quindi delle scuole private riservati ai bianchi, pratica che fu in seguito respinta dai tribunali. Ancora nel 1964 la corte suprema (sentenza Griffin v. County School Board) ordinò la riapertura delle scuole nella contea di Prince Edward, in Virginia, dato che la contea era parte in uno dei quattro casi riuniti nella sentenza Brown.

### Il movimento per i diritti civili

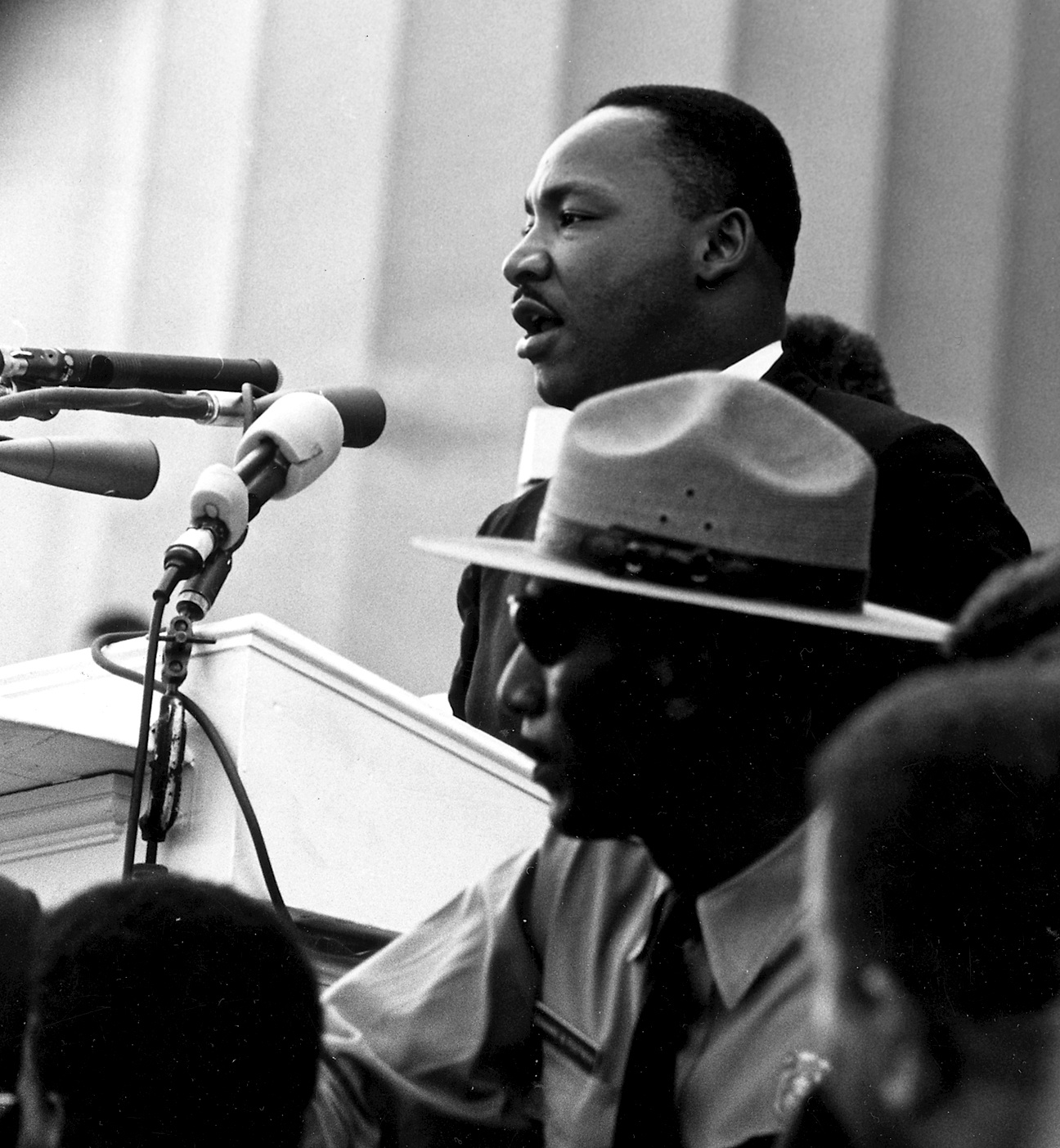
Martin Luther King

Il Movimento per i diritti civili, animato da personalità come Martin Luther King, nacque dopo il caso Brown, con il Boicottaggio dei bus a Montgomery a partire dal 1º dicembre 1955. È difficile separare i contributi dei movimenti e dei giudici nella desegregazione. Senza dubbio il movimento sarebbe nato senza la sentenza Brown, e Brown e le altre sentenze sono il prodotto degli atti dei militanti e della paziente strategia della NAACP: prima della sentenza Brown e dopo molti anni, serviva molto coraggio a uno studente nero per reclamare in tribunale il suo diritto all'ammissione in una scuola riservata ai bianchi e quindi recarvisi. È tuttavia certo che il sostegno dei tribunali federali aiutò il movimento per i diritti civili, anche se i tribunali federali non erano accessibili se non dopo una lunga procedura, che passava prima per i tribunali locali, spesso ostili. L'azione dei tribunali federali e il movimento per i diritti civili, molto partecipato, e non violento ma sovente combattuto con la violenza, spinsero il Congresso a reagire, e a modificare la legislazione.

### I diritti civili garantiti per legge
Nel 1957, dopo la crisi di Little Rock, il dipartimento della giustizia prese l'iniziativa di presentare un nuovo progetto di legge sui diritti civili (Civil Rights Act), per la prima volta dal 1875. L'iniziativa fu pensata per conquistare il voto dei neri, ma era poco ambiziosa, e fu ridotta dal Senato a una legislazione di portata solamente simbolica. Fu solo durante la presidenza, e con l'impulso determinante di Johnson che fu votato il Civil Rights Act del 1964 che rese illegale in sostanza ogni forma di discriminazione razziale, non solamente da parte degli organismi pubblici, federali o locali, ma anche nelle relazioni commerciali e nel lavoro. I poteri costituzionali del Congresso furono utilizzati fino ai loro limiti per votare questa legge, non solamente il potere di applicazione del XIV emendamento ma anche quello della regolazione del commercio interstatale furono interpretati nella maniera più ampia.
La Corte suprema ne confermò i principi nella sentenza Heart of Atlanta Motel v. United States, nel dicembre 1964. Il governo federale, condizionando il versamento delle sovvenzioni, si sostituì parzialmente ai giudici federali, per natura lenti, nel proseguire la desegregazione nelle scuole. Le disposizioni sui diritti civili furono completate nel 1965 dal Voting Rights Act (legge sul diritto di voto) che diede ai neri del sud la possibilità reale di votare, come imposto dal XV emendamento.

### Desegregazione effettiva o integrazione forzata?
La questione della mescolanza razziale nelle scuole si prolungò fino alla metà degli anni settanta. Si era stabilito il principio che le leggi che imponevano la segregazione dovevano scomparire, così come tutte le politiche destinate a favorirla, ma una volta che le leggi furono abrogate e le politiche sostituite mancava ancora un'efficace azione per rimediare agli effetti della segregazione stessa. A quel punto la segregazione di fatto, più sociale che razziale ma che produceva agli stessi effetti, favoriva la persistenza di scuole monorazziali. Là dove la segregazione era stata imposta nel passato, le autorità dovevano ora assicurare la mescolanza. È ciò che richiama fermamente la Corte nel 1969 in Green v. County School Board: il piano adottato dalle autorità, che lascia la scelta ai genitori della scuola del figlio è «intollerabile»: infatti la decisione Brown II conferisce non ai genitori, ma alle autorità, la responsabilità di smantellare la segregazione.
Riprendendo le parole di Brown II « è troppo tardi per affrettarsi lentamente» (Time for mere deliberate speed has run out), il giudice Black concluse per la Corte «Oggi la responsabilità della commissione è di proporre un piano che ha delle possibilità ragionevoli di successo, e delle possibilità ragionevoli di successo ora». Nel 1971, con la sentenza Swann v. Charlotte Mecklenburg County Board of Education, la corte accetta, là dove la segregazione è esistita, il principio delle quote razziali e del «busing», l'organizzazione dei trasporti per gli alunni verso la scuola e alla quale sono stati iscritti per rispettare le quote. La questione perse nel frattempo poco a poco la sua importanza, anche se, ancora oggi, alcuni tribunali giudicano casi legati alla desegregazione.

### Affirmative action
Un'altra questione è venuta in primo piano, quella della discriminazione positiva (affirmative action) politica che condusse molte università a favorire in varie maniere l'ammissione di studenti appartenenti alla minoranze (afroamericani, donne). Alcuni studenti, scartati, contestarono queste politiche e la Corte ammise che si trattava di discriminazione, invalidando tutto il sistema che stabiliva quote o che accordava benefici troppo forti (University of California Regents v. Bakke, 1978).
Ma nella stessa sentenza la Corte riconobbe che la diversificazione della popolazione studentesca era un obbiettivo legittimo, anche perché contribuiva a fornire una formazione migliore. La Corte lasciò quindi la possibilità, sotto la stretta sorveglianza dei tribunali, a un sistema che poteva prendere in conto l'appartenenza a una minoranza, fra gli altri criteri destinati ad assicurare la varietà, ma questa non si poteva intendere esclusivamente come diversità razziale. Nel 2003 un sistema del genere, quello della facoltà di diritto del Michigan, fu, per la prima volta, accettato esplicitamente dalla Corte in Grütter contro Bollinger.

### Sentenze
- (EN) Brown v. Board of Education 347 U.S. 493 (1954), su caselaw.lp.findlaw.com.
- (EN) Brown v. Board of Education 349 U.S. 294 (1955), su caselaw.lp.findlaw.com.
- (EN) Bolling v. Sharpe 347 U.S. 497 (1955), su caselaw.lp.findlaw.com.